# Niezwykłe 2BA
Niezwykłe 2BA – konwencja licytacyjna z licytacji dwustronnej. Polega na zalicytowaniu sztucznego 2BA po otwarciu przeciwnika na poziomie 1 co pokazuje dwa najmłodsze nielicytowane kolory. 

## Opis
Tradycyjnie otwarcie 2BA pokazuje bardzo silną rękę zrównoważoną (np. 20-22 PC). Jednakże, ponieważ rzadko będzie się miało 20 PC po otwarciu przeciwnika, to 2BA w takiej sytuacji ma konwencyjne znaczenie: 2BA po naturalnym otwarciu przeciwnika na poziomie 1 pokazuje ręce dwukolorowe (skład co najmniej 5-5) z dwoma najmłodszymi nielicytowanymi kolorami. Wymagana siła niezwykłego 2BA jest zwykle porównywalna z minimalną siłą potrzebną na otwarcie na poziomie 1.
Przykład (po naturalnym otwarciu 1♣️️):
(1♣️️) - 2BA!
z ręką
♠️️ x
♥️️ QJxxx
♦️ AQxxxx
♣️️ x.
Niezwykłe 2BA jest zwykle wykorzystywane w połączeniu z cue bidem Michaelsa.